# Das Reich der Sieben Höfe
Das Reich der sieben Höfe ist eine romantische, fünfteilige Fantasy-Buchreihe der US-amerikanischen Schriftstellerin Sarah J. Maas.
Die Handlung spielt in der fiktiven Welt Prythian, in die die Halbwaise Feyre Archeron verschleppt wird. Die Romane konzentrieren sich auf den darauffolgenden Krieg zwischen den Bewohnern von Prythian, aber auch auf die Liebesgeschichten zwischen einzelnen Figuren.
Die Buchreihe wurde inzwischen in 38 Sprachen, darunter auch ins Deutsche übersetzt.

## Welt
In der fiktiven Welt des Romans ist die Welt der Menschen, aus der die Hauptprotagonistin kommt, durch eine magische Grenze von Prythian, dem Reich der Fae, getrennt. Die Fae sind menschenähnliche, magische Wesen, die für die Menschen jedoch eine Bedrohung darstellen, was zu Spannungen zwischen den beiden Welten führt. Prythian ist in sieben Höfe mit jeweils einem Herrscher aufgeteilt, die miteinander rivalisieren. Die einzelnen Höfe sind der Frühlingshof, der Sommerhof, der Winterhof, der Herbsthof, der Taghof, der Nachthof und der Dämmerungshof.

## Bände und Handlung

### Band 1: Dornen und Rosen
Der Roman erschien erstmals 2015 auf Englisch (A Court of Thorns and Roses) und 2017 in einer deutschen Übersetzung.
Er handelt von der 19-jährigen Jägerin Feyre Archeron, die mit ihrer Familie in der Menschenwelt lebt. Während eines ihrer Jagdausflüge tötet sie einen Wolf, der sich später als Fae herausstellt. Daraufhin wird sie von Tamlin, dem Herrscher des Frühlingshofes, verschleppt, um ihre Taten zu sühnen. Als Strafe soll sie für immer im Frühlingshof bleiben. Dort verliebt sie sich in Tamlin und entdeckt einen Fluch, der auf Prythian lastet. Um das Reich und Tamlin von diesem zu befreien, muss sich die Protagonistin anschließend in gefährlichen Prüfungen beweisen.

### Band 2: Flammen und Finsternis
Der zweite Band erschien 2016 zunächst auf Englisch (A Court of Mist and Fury) und 2017 in einer deutschen Übersetzung.
Nach den Ereignissen des ersten Bandes ist Feyre ebenfalls eine Fae mit neuen, magischen Kräften und kämpft mit den traumatischen Folgen ihrer Erlebnisse. Sie fühlt sich in ihrer Beziehung mit Tamlin zunehmend eingeengt, findet jedoch Trost bei Rhysand, dem Herrscher des Nachthofs. In diesen verliebt sie sich später und verlässt Tamlin.
Angesichts eines drohenden Kriegs mit Hybern, einem weiteren Teil von Prythian, schließt sie sich dem Widerstand an. Nachdem ihr Plan gegen Hybern scheitert, werden Feyres Schwestern gewaltsam nach Prythian gebracht und ebenfalls in Fae verwandelt. Um ihre Schwestern und Rhysands Pläne zu schützen, kehrt Feyre schließlich in den Frühlingshof zurück, diesmal jedoch als Spionin.

### Band 3: Sterne und Schwerter
Der dritte Band der Reihe erschien am 2. Mai 2017 auf Englisch (A Court of Wings and Ruin) und am 9. März 2018 auf Deutsch.
Die Geschichte geht weiter mit Feyres Rückkehr zum Frühlingshof, wo sie spioniert, und später dann mit dem Versuch, den Krieg gegen Hybern zu gewinnen. Nach Verrat, Verlusten und einer großen Schlacht wird Hybern besiegt und das Buch endet mit einem fragilen Frieden und Hoffnung für die Zukunft.

### Band 4: Frost und Mondlicht
Der vierte Band der Reihe erschien 2018 auf Englisch (A Court of Frost and Starlight) und 2019 auf Deutsch.
Die Erzählung dient als Übergang zwischen den Ereignissen des dritten und fünften Bandes und behandelt das Leben von Feyre und Rhysand nach dem Krieg. Während sie die Wintersonnenwende feiern, werden Themen wie Verluste und Herausforderungen reflektiert und neue Dynamiken zwischen anderen Charakteren entwickelt.

### Band 5: Silbernes Feuer
Der letzte Band der Reihe erschien am 16. Februar 2021 auf Englisch (A Court of Silver Flames) und am 20. Oktober 2021 auch auf Deutsch.
In diesem Roman ist Feyres Schwester Nesta die Hauptfigur, die mit dem Trauma des vergangenen Krieges kämpft. Um es zu überwinden, fängt sie an, mit Cassian, einem Freund von Rhysand und Feyre, zu trainieren. Während sie gemeinsam gegen neue Bedrohungen kämpfen müssen, entwickelt sich eine romantische Beziehung zwischen den beiden und Nesta findet ihren eigenen Platz am Nachthof.

## Rezeption
Die Buchreihe zählt zu den Bänden, die gerade bei Jugendlichen durch die auf TikTok aktive BookTok-Gemeinschaft rasanten Zulauf erhalten hat. Der Hashtag zur Reihe hat auf TikTok über 8,5 Milliarden Aufrufe (Stand März 2024).
Alle Einzelbände standen auf der New-York-Times-Bestseller-Liste und sind Spiegel-Bestseller. Sie wurden in 38 Sprachen übersetzt, darunter von Alexandra Ernst auch auf Deutsch. Mit über 1,2 Millionen verkauften Exemplaren war A Court of Thorns and Roses im Jahr 2024 das zweitmeistverkaufte Buch in den Vereinigten Staaten.
Eine im Jahr 2021 angekündigte Serienadaption der Buchreihe, die von Disneys 20th Television für den amerikanischen Streamingdienst Hulu umgesetzt werden sollte, wurde 2025 eingestellt.